# Эрен, Антонио
Антуан Жан Баптист (Антонио Джованни Баттиста) Эрен (фр. Antoine Jean Baptiste (Antonio Giovanni Battista) Hérin; 13 января 1900, Вальтурнанш, Валле-д’Аоста — 2 июня 1990, Понте, Валле-д’Аоста) — итальянский лыжник. Участник летних Олимпийских игр 1924 года.

## Биография
Антуан Жан Баптист Эрен родился 13 января 1900 года в итальянской коммуне Вальтурнанш.
Выступал в лыжных гонках.
В 1924 году вошёл в состав сборной Италии на зимних Олимпийских играх в Шамони. На дистанции 18 км занял 13-е место, показав результат 1 час 33 минуты 6,4 секунды и уступив 18 минут 35 секунд завоевавшему золото Турлейфу Хаугу из Норвегии.
Дважды становился серебряным призёром чемпионата Италии по лыжным гонкам: в 1928 году на дистанции 50 км, в 1929 году — на дистанции 18 км.
В 1928 году входил в запас сборной Италии в показательных соревнованиях военных лыжных патрулей на зимних Олимпийских играх в Санкт-Морице.
Кроме того, занимался альпинизмом, был горным гидом в Вальтурнанше.
Умер 2 июня 1990 года в итальянской коммуне Понте.